# 米基利斯凱 (赫爾松區)
46°43′22″N 32°48′15″E / 46.72278°N 32.80417°E
米基利斯凯（烏克蘭語：Микільське）是烏克蘭南部赫爾松州赫尔松区达尔伊夫卡市镇内的村莊。該村始建於1783年，面積2.59平方公里，海拔高度17米，2001年人口2,576，人口密度每平方公里994.5人。